# Gaura villosa
Gaura villosa là một loài thực vật có hoa trong họ Anh thảo chiều. Loài này được Torr. mô tả khoa học đầu tiên năm 1828.